# 桜井修
桜井 修（さくらい おさむ、1927年1月3日 - 2020年3月30日）は、日本の経営者。元住友信託銀行社長。東京都出身。

## 経歴
1952年に東京大学法学部政治学科を卒業、同年に住友信託銀行に入行。1976年6月に取締役に就任、1978年6月に常務、1981年6月に専務、1983年6月に副社長を経て、1984年6月には社長に就任。1989年6月に会長に就任し、1993年6月に取締役相談役を経て、1996年6月には相談役に就任。
2020年3月30日に不整脈のために死去。93歳没。